# Vulfpeck
Vulfpeck es una banda de funk estadounidense fundada en 2011. Ha lanzado cuatro EP, siete álbumes y un álbum sin sonido en Spotify titulado Sleepify, con cuyos beneficios organizaron la gira con entrada gratuita en 2014. El último álbum de la banda es Clarity of Cal, lanzado en marzo de 2025.

## Origen
Los miembros del grupo coincidieron como alumnos en la Universidad de Míchigan. Comenzaron a tocar juntos como sección rítmica en la facultad de ingeniería. Después de leer una entrevista al productor alemán Reinhold Mack, productor de bandas como Electric Light Orchestra, el fundador Jack Stratton concibió la idea del nombre Vulfpeck como un grupo figurado de músicos alemanes que tocaban música rítmica funk americana de los sesenta.

## Miembros
- Jack Stratton (Cleveland Heights, Ohio): Teclados, batería, guitarra rítmica.
- Joe Dart (Harbor Springs, Míchigan): Bajo
- Theo Katzman (Long Island, Nueva York): Voz, batería, guitarra, coros.
- Woody Goss (Skokie, Illinois): Teclados, percusión.

-Colaboradores habituales-
- Antwaun Stanley: Voz, coros
- Joey Dosik: Saxo, teclados, voz, coros.
- Cory Wong: Guitarra.

## Discografía

### Álbumes de estudio
- Thrill of the Arts (2015)
- The Beautiful Game (2016)
- Mr Finish Line (2017)
- Hill Climber (2018)
- The Joy Of Music, The Job Of Real Estate (2020)
- Schvitz (2023)
- Clarity of Cal (2025)

### Álbumes en vivo
- Live at Madison Square Garden (2019)

### EP
- Mit Peck (2011)
- Vollmilch (2012)
- My First Car (2013)
- Fugue State (2014)

### Recopilatorios
- Inside the Mind of Woody Goss (2020)